# François René Jean de Pommereul
Pour les autres membres de la famille, voir Famille de Pommereul.
François René Jean de Pommereul, né le 12 décembre 1745 à Fougères, mort le 5 janvier 1823 à Paris, est un général de division de la Révolution française, qui devient préfet sous le Premier Empire.

## Biographie

### Sa carrière militaire
Né à Fougères d'une famille bretonne noble mais sans fortune, Pommereul entre en 1765 dans le corps de l'artillerie en qualité de lieutenant. Après avoir été employé au siège de Corfou et à la campagne de Corse (1769), il parvient au rang de lieutenant-colonel au corps royal d'artillerie en 1785. Il est vers ce temps-là, un des examinateurs de Napoleone Buonaparte, à sa réception dans ce corps à l'École militaire. 
C'est en 1787 que le ministère l'envoie au royaume de Naples pour y organiser l'arme à laquelle il appartient, et c'est là qu'il obtient successivement les grades de brigadier et de maréchal de camp. Il se trouve dans ce royaume au moment de la Révolution française : il se montre partisan de toutes les innovations irréligieuses et politiques proclamées alors. Lorsque le gouvernement napolitain entre dans la coalition des puissances étrangères contre la Première République française en 1793, Pommereul sollicite ses passeports pour revenir en France ; mais ils lui sont refusés, sous le prétexte assez plausible qu'il connait l'état des forces napolitaines. De plus, le roi de Naples veut le retenir à son service, mais il s'y refuse. 
Pendant ce temps-là, il est inscrit en France sur la liste des émigrés, ses biens sont vendus, et sa femme et son fils aîné sont incarcérés. Dès qu'il en a la nouvelle, il s'empresse de réclamer de nouveau, et dans le mois de juin 1795, il obtient enfin ses passeports.
Il se rend en 1796 auprès de l'ambassadeur français à Florence pour obtenir la radiation de son nom de la liste des émigrés. Pendant son séjour dans cette ville, Buonaparte y vient aussi, et lui offre du service dans son armée : mais Pommereul, qui n'est jamais d'une humeur très belliqueuse, quoique dans la suite il soit parvenu au grade de général de division, ne croit pas devoir accepter ; et ayant obtenu sa radiation de la liste des émigrés (accordée seulement en avril 1796), il se rend à Paris, où il est employé au comité central d'artillerie.

### Un préfet anticlérical
De retour en France il reprend du service, et il parvient au grade de général de division. Mis à la réforme en 1798, il y reste jusqu'au retour de Bonaparte d'Égypte. Il entre dans l'administration, et devient préfet d'Indre-et-Loire le 6 frimaire an IX (27 novembre 1800). C'est dans cet emploi qu'il pose un buste dans la chambre où naquit Descartes et fait restaurer vers le même temps le tombeau d'Agnès Sorel au château de Loches. Il remplace l'ancienne inscription latine par une française : « Je suis Agnès, vive France et Amour ! ». 
À Tours, il fait publier officiellement un almanach dans lequel les noms des saints étaient remplacés par ceux des philosophes du paganisme et par les figures emblématiques de leurs systèmes. Il fait circuler les listes d'athées publiées par Lalande, sur lesquelles il se glorifie d'être un des premiers inscrits ; il y a fait porter celui du cardinal de Boisgelin qui est alors archevêque de Tours. Cette publication cause un grand scandale : le prélat demande à plusieurs reprises qu'on éloigne un tel préfet de son diocèse, mais il ne peut y réussir. Ce n'est qu'après la mort du cardinal que les plaintes des habitants, relatives à une somme considérable que le préfet a dû employer à la réparation des routes, amènent le déplacement de Pommereul. Il ordonne[réf. nécessaire] la destruction de la basilique Saint-Martin, chef-d'œuvre d'architecture, et fait tracer une rue (rue des Halles) à l'emplacement de la nef. 
Le gouvernement le transfère dans une des plus importantes préfectures : celle du Nord. Ce changement, loin d'être une disgrâce, lui vaut au contraire une place meilleure. Il passe à Lille le 7 décembre 1805, et administre ce département jusqu'au 30 novembre 1810, époque où il est nommé conseiller d'État et créé baron de l'Empire par lettres patentes du 9 septembre 1810.

### Directeur général de l'Imprimerie
Outre son anticléricalisme, Pommereul, sous l'Empire, jouit d'une sorte de renom par sa haine de la noblesse. Quand un gentilhomme est fait chambellan, il s'écrit plein de joie :

« Encore un pot de chambre sur la tête de ces nobles ! »

Et pourtant Pommereul prétend, et avec raison, être gentilhomme. Il signe Pommereux, se faisant descendre de la famille Pommereux des Lettres de Madame de Sévigné.
En janvier 1811, lors de la disgrâce de M. Portalis, l'Empereur confie à Pommereul la direction générale de l'Imprimerie et de la librairie. On sait que Portalis a perdu cet emploi pour avoir montré quelque zèle en faveur du pape. Napoléon n'a assurément rien de pareil à redouter de la part du successeur qu'il lui donne : aussi celui-ci a-t-il dit souvent que c'était par antithèse qu'on l'avait mis à la place de M. Portalis, qu'il n'avait été élevé aux fonctions qu'il occupait que pour persécuter le pape, et qu'il s'acquittait de sa mission avec une fidélité dont on dût être satisfait.
Il s'attend en conséquence à quitter ses fonctions lorsque son maître se réconcilie avec le pape : mais comme le pontife ne cesse pas d'être persécuté tant que dure la puissance de Napoléon, Pommereul est directeur-général de la librairie jusqu'à la chute du gouvernement impérial, et pendant trois ans, il dirige cette partie importante de l'administration au grand déplaisir de tous les libraires et de la plupart des gens de lettres.
Pendant toute la durée de son pouvoir, il ne manque aucune occasion d'exercer le plus odieux arbitraire, et de faire peser sur une branche de commerce alors très souffrante une fiscalité sans mesure, et qui ne tourne pas toujours au profit de l'État. On a établi, en faveur de son administration, un impôt sur la réimpression des anciens ouvrages, et c'est principalement aux livres de piété et de morale qu'il en fait supporter le poids. Enfin il exerce souvent, contre les gens les plus honnêtes et les plus paisibles, des vexations, et que ne lui prescrit pas le despotisme même de Bonaparte.

### La chute dugouvernement impérial
Alors que la régence (l'impératrice Marie-Louise et sa cour), qui a à fuir devant les armées de la sixième coalition, s'éloigne de Paris en mars 1814, Pommereul, devenu gouverneur de la Fère, est contraint de capituler le 26 février 1814 et se réfugie en Bretagne. Remis bientôt de sa première frayeur, il vient à Paris et se présente au gouvernement provisoire pour recouvrer son emploi, mais il ne peut l'obtenir, et reste sans fonctions sous le gouvernement royal de la première Restauration.
Aux Cent-Jours, Lazare Nicolas Carnot, ministre de l'Intérieur, résolu de rendre la presse absolument libre, supprime le poste de directeur-général de la librairie. Napoléon n'abandonne pourtant pas son protégé : le 20 mars 1815, Pommereul est rétabli au Conseil d'État, et est un des signataires de la fameuse délibération du 25 mars destinée à exclure les Bourbons du trône. D'autre part, il est envoyé dans les départements du Bas-Rhin et du Haut-Rhin en qualité de commissaire extraordinaire auprès de la 5e division militaire avec mission de renouveler tous les membres de l'administration locale.
Au second retour du roi, il est compris dans l'ordonnance du 24 juillet 1815, et se voit ensuite obligé de quitter la France par suite de la loi du 12 janvier 1816. Il se réfugie à Bruxelles, d'où il reçoit ordre de s'éloigner en août 1816, après avoir été arrêté et gardé à vue pendant plusieurs jours. Autorisé à rentrer en France en 1819, il meurt à Paris le 5 janvier 1823, à son domicile de la rue Saint-Maur-Popincourt.
Il est à noter que Pommereul joua un grand rôle dans l'organisation du culte théophilantropique en France.

Un contemporain, dont les jugements ne pèchent pas d'habitude par excès d'indulgence, le général Thiébault, parle du baron de Pommereul en ces termes : 

« Quant au général Pommereul, ce que j'avais appris de ses travaux scientifiques et littéraires, des missions qu'il avait remplies, de sa capacité enfin, était fort au-dessous de ce que je trouvai en lui. Peu d'hommes réunissaient à une instruction aussi variée et aussi complète une élocution plus nerveuse. Sa répartie était toujours vive, juste et ferme, et, lorsqu'il entreprenait une discussion, il la soutenait avec une haute supériorité, de même que, lorsqu'il s'emparait d'un sujet, il le développait avec autant d'ordre et de profondeur que de clarté ; et tous ces avantages, il les complétait par une noble prestance et une figure qui ne révélait pas moins son caractère que sa sagacité. C'est un des hommes plus remarquables que j'aie connus. »

## Vie familiale
Fils de Louis François Pommereul (22 mars 1711 - paroisse Saint-Sulpice, Fougères † 2 novembre 1751 - Fougères), sieur de La Gaumerais, procureur du roi à Fougères, François René Jean épouse le 31 mars 1773 à Josselin (Morbihan) Anne Josèphe Martin-Daumont, dont il a :
1. Gilbert Anne François Zéphirin (1774 † 1860), marié avec Sidonie Charlotte Marie Novel de La Touche (née le 8 décembre 1806), sans postérité ;
2. Louis Frédéric (1776 † 1842), chef d'escadron de cavalerie, chevalier de la Légion d'honneur, qui vécut en retraite, dès 1827, à Néant (Morbihan), dont postérité ;
3. Jacques Henri François (13 juillet 1778 - Fougères † 9 juin 1833 - Mayenne (commune)), Capitaine de dragons, marié le 4 février 1828 à Mayenne (commune) avec Caroline Élisabeth Marie Novel de La Touche (1808 † 1830). Veuf, il se remaria en 1833 avec Sophie Louise de La Mondière. De son premier mariage, il a :

1. Henri Charles Jean (30 mars 1830 - Mayenne (commune) † 1904), baron de Pommereul, propriétaire du château de Marigny (Saint-Germain-en-Coglès, Ille-et-Vilaine), conseiller général d'Ille-et-Vilaine, marié le 9 juillet 1869 avec Sidonie MacDonald de Tarente (1850-1905), fille du 2e duc de Tarente et petite-fille du maréchal Macdonald. Ils ont :

1. Jeanne Flora (1872 † 1942), mariée, dont postérité.

## État de service
- Lieutenant dans l'artillerie (1765) ;
- Lieutenant-colonel (1785) ;
- Passe au du royaume des Deux-Siciles (14 juillet 1787) ;
- Colonel (royaume de Naples, 23 novembre 1787) ;
- Brigadier des armées (royaume de Naples), (5 janvier 1788) ;
- Inspecteur général de l'artillerie et du génie du royaume des Deux-Siciles (5 janvier 1788 - 13 octobre 1796) ;
- Maréchal de camp (royaume de Naples), (12 août 1790) ;
- Repasse au service de la France (13 octobre 1796) ;
- Général de brigade (13 octobre 1796) ;
- Membre du Comité central d'artillerie (13 octobre 1796) - 7 novembre 1796) ;
- Général de division (16 novembre 1796) ;
- Mis en réforme (7 novembre 1800) ;
- Admis en retraite (7 juillet 1811) ;
- Gouverneur de La Fère (fin 1813 - 26 février 1814) ;

## Campagnes
- Campagne de Corse (1769).

## Décorations
- Légion d'honneur[4] :
  - Légionnaire (1811), puis,
  - Officier de la Légion d'honneur (30 juin 1811).

## Titres
- Écuyer, sieur de Joué
- Baron de Pommereul de l'Empire (décret du 15 août 1809 et lettres patentes du 9 septembre 1810 (signées à Saint-Cloud).

## Hommage, honneurs, mentions...
- Sylvain Maréchal et Lalande l'avaient placé dans le Dictionnaire des athées, honneur dont Pommereul était digne à juste titre.

## Autres fonctions
- Préfet d'Indre-et-Loire (27 novembre 1800 - 7 décembre 1805)
- Préfet du Nord (7 décembre 1805 - 30 novembre 1810)
- Conseiller d'État (en service ordinaire hors section 5 octobre 1810 - 1814, rappelé le 20 mars 1815) ;
- Directeur général de l'Imprimerie et de la Librairie (5 novembre 1811 - 1813) ;
- Commissaire extraordinaire dans la 5e division militaire (Haut-Rhin et Bas-Rhin) durant les Cent-Jours.

## Armoiries
| Figure | Blasonnement |
|        | Armes de la famille de Pommereul De gueules, au chevron d'or, accompagné de trois molettes du même. Couronne Devise« AMOUR ET VERTU ». |
|        | Armes du baron de Pommereul et de l'Empire Écartelé à la bordure d'hermines au premier d'or à la plante de fougère de sinople ; au 2e des barons préfets brochant sur la bordure, au 3e de gueules à la pomme d'argent, tigée et feuillée de sinople en barre, au quatrième d'azur au tube de canon en barre et à la plume en bande d'argent croisée en sautoir., - Livrées : les couleurs de l'écu, le verd en bordure seulement. |

## Publications
Parmi les ouvrages qui nous restent de lui, on distingue :
- Histoire de l'Île de Corse, chez la Société typographique, Berne, 1779, tome 1, tome 2 L'éloge qu'il faisait dans cet ouvrage de la famille Buonaparte, alors peu illustre, a beaucoup contribué à la faveur dont il a joui constamment ;
- Recherches sur l'origine de l'esclavage religieux et politique du peuple en France, Londres, 1783 (lire en ligne);
- Des chemins et des moyens les moins onéreux au peuple et à l'état de les construire et de les entretenir, 1781 ;
- Manuel d'Epictète, précédé des réflexions sur ce philosophe et sur la morale des stoïciens, 1783, seconde édition, 1823 ;
- Réflexions sur l'Histoire des Russes, par M. Lévesque, 1783, in-12 ;
- Étrennes au clergé de France, ou Explication d'un des plus grands mystères de l’Église, 1786 ;
- Essais minéralogiques sur la Solfatare de Pouzzoles, par Scipione Breislak, traduit de l'italien 1792 ;
- Observations sur le droit de passe, proposé pour subvenir à la confection des chemins, 1796 ;
- Vues générales sur l'Italie et Malte, dans leurs rapports politiques avec la république française, et sur les limites de la France à la rive gauche du Rhin, 1797 ;
- Campagne du général Buonaparte en Italie, pendant les années IVe et Ve de la République française, 1797 (lire en ligne);
- L'Art de voir dans les beaux-arts de Milizia, traduit de l'italien, 1798 ;
- Voyage physique et lithologique dans la Campanie, par Scipione Breislak, traduit de l'italien ;
- Mémoire sur les funérailles et les sépultures, 1801.
- Essai sur l'histoire de l'architecture, précédé d'observations sur le beau, le goût et les beaux-arts, extraits et traduits de Milizia, la Haye, 1819, 3 vol. in-8°.

Il a aussi coopéré à l'Art de vérifier les dates, au Dictionnaire géographique et historique de Bretagne, à l'Encyclopédie (notamment les articles concernant l'artillerie), au Dictionnaire universel des sciences morale, économique, politique et diplomatique, ou Bibliothèque de l'homme-d'état et du citoyen (30 volumes, 1777-1778, en collaboration avec Jean-Baptiste-René Robinet, Claude-Louis-Michel de Sacy et Jean-Louis Castilhon), etc., et traduisit également les Lettres de Virgile de Saverio Bettinelli.